# Dichotomius simplicicornis
Dichotomius simplicicornis är en skalbaggsart som beskrevs av Luederwaldt 1935. Dichotomius simplicicornis ingår i släktet Dichotomius och familjen bladhorningar. Inga underarter finns listade i Catalogue of Life.